# Veuglaire

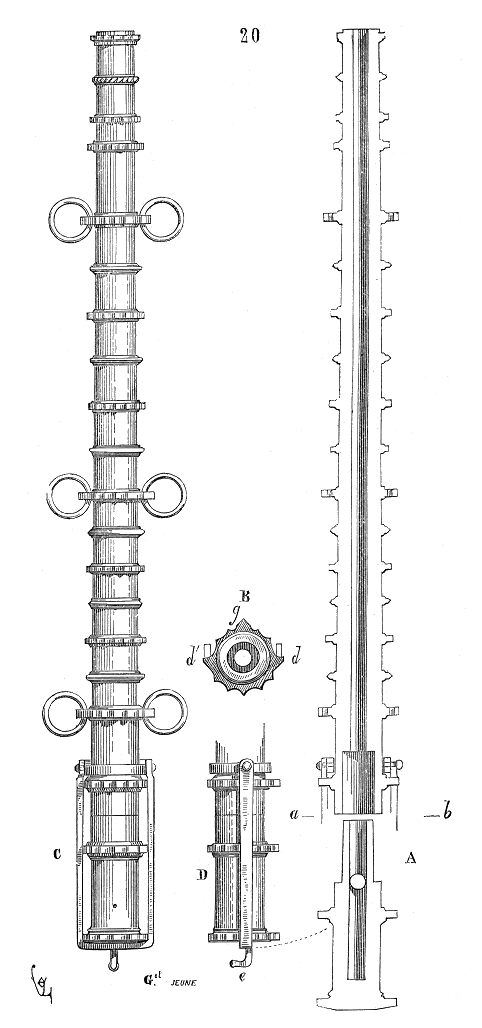
Veuglaire, d'après Eugène Viollet-le-Duc

Le veuglaire (du néerlandais « vogelaer », canon à tirer les oiseaux, de « vogel », oiseau) est une pièce d'artillerie des XIVe et XVe siècles se chargeant par la culasse. Ces « bouches à feu » étaient appelées acquéraux, sarres ou spiroles, et plus tard veuglaires,

## Caractéristiques
Ces premiers canons étaient longs, minces, fabriqués au moyen de douves de fer, ou fondues en fer ou en cuivre, renforcés de distance en distance d’anneaux de fer, et transportés à dos de mulet ou sur des chariots. Il est plus long, de petit calibre et moins puissant que la bombarde. Son tir est imprécis.

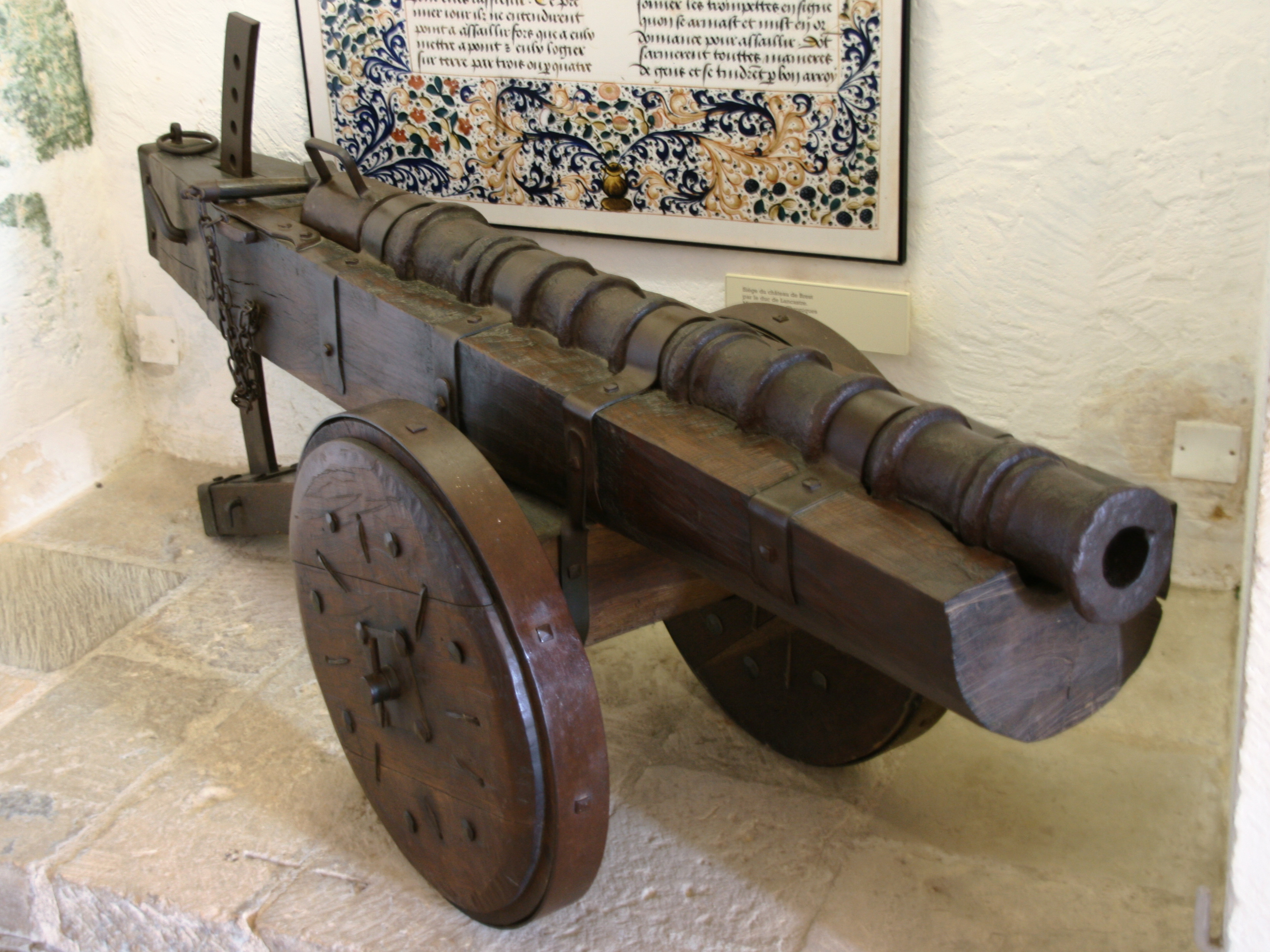
Veuglaire du XVe siècle